# Ромм Михайло Ілліч
Ромм Михайло Ілліч (24 січня 1901, Іркутськ, Російська імперія — 1 листопада 1971, Москва, РРФСР) — радянський кінорежисер, почесний член-кореспондент Академії мистецтв НДР (1967). Лауреат п'яти Сталінських премій (1941, 1946, 1948, 1949, 1951). Народний артист СРСР (1950).

## Біографія
Михайло Ромм народився 24 січня 1901 року в місті Іркутськ, куди за участь у революційній діяльності був засланий його батько. Старший брат Олександр Ромм — філолог, поет, перекладач. У 1925 році Михайло закінчив скульптурне відділення Вищого художньо-технічного інституту, отримавши спеціальності скульптор і перекладач. У 1928—1930 роках – науковий співробітник з питань кіно в Інституті методів позашкільної роботи.
З 1931 року працював на Совкіно (нині — Мосфільм). У 1940—1943 роках — художній керівник Державного Управління з виробництва фільмів. У 1942—1947-му — режисер Театру-студії кіноактора. З 1938-го — педагог, з 1948-го — керівник акторсько-режисерської майстерні ВДІКу, професор (з 1962 року). Серед його учнів такі відомі режисери, як Тенгіз Абуладзе, Григорій Чухрай, Василь Шукшин, Олександр Мітта, Андрій Тарковський, Микита Міхалков, Сергій Соловйов та інші.
Художній керівник декількох фільмів («Звичайний фашизм», 1965). Автор книг і статей з питань кіномистецтва. Фільм «Світ сьогодні» режисер не встиг завершити. Ромм сидів вдома за робочим столом і, як завжди, розкладав картки, на яких були позначені кадри фільму «Світ сьогодні». Коли до кабінету зазирнула дружина Олена Олександрівна, він сказав: «Сьогодні мені щось нездужає. Я, мабуть, ляжу». Дружина допомогла йому прилягти на диван. Через кілька хвилин він помер.

## Фільмографія

### Режисерські роботи
| Рік  |   | Українська назва                                   | Оригінальна назва         | Роль    |
| ---- | - | -------------------------------------------------- | ------------------------- | ------- |
| 1934 | ф | Пампушка                                           | Пышка                     | Режисер |
| 1936 | ф | Тринадцять                                         | Тринадцать                |         |
| 1937 | ф | Ленін у Жовтні                                     | Ленин в Октябре           |         |
| 1939 | ф | Ленін в 1918 році                                  | Ленин в 1918 году         |         |
| 1941 | ф | Мрія                                               | Мечта                     |         |
| 1943 | ф | Наші дівчата                                       |                           |         |
| 1944 | ф | Людина № 217                                       | Человек № 217             |         |
| 1947 | ф | Російське питання                                  | Русский вопрос            |         |
| 1949 | ф | Володимир Ілліч Ленін (хронікально-документальний) | Владимир Ильич Ленин      |         |
| 1951 | ф | Секретна місія                                     | Секретная миссия          |         |
| 1953 | ф | Адмірал Ушаков                                     | Адмирал Ушаков            |         |
| 1955 | ф | Кораблі штурмують бастіони                         | Корабли штурмуют бастионы |         |
| 1956 | ф | Вбивство на вулиці Данте                           | Убийство на улице Данте   |         |
| 1962 | ф | Дев'ять днів одного року                           |                           |         |
| 1965 | ф | Звичайний фашизм (документальний)                  | Обыкновенный фашизм       |         |
| 1972 | ф | І все-таки я вірю (документальний)                 | И всё-таки я верю…        |         |

### Сценарії
| Рік  |   | Українська назва         | Оригінальна назва                  | Роль      |
| ---- | - | ------------------------ | ---------------------------------- | --------- |
| 1931 | ф | Поруч з нами             | Рядом с нами                       | Сценарист |
| 1933 | ф | Конвеєр смерті           | Конвейер смерти («Товар площадей») |           |
| 1934 | ф | Пампушка                 | Пышка                              |           |
| 1936 | ф | Тринадцять               | Тринадцать                         |           |
| 1941 | ф | Мрія                     | Мечта                              |           |
| 1944 | ф | Людина № 217             | Человек № 217                      |           |
| 1947 | ф | Російське питання        | Русский вопрос                     |           |
| 1956 | ф | Вбивство на вулиці Данте | Убийство на улице Данте            |           |
| 1962 | ф | Дев'ять днів одного року | Девять дней одного года            |           |